# Косимбешть
Косимбешть, Косимбешті (рум. Cosâmbești) — село у повіті Яломіца в Румунії. Входить до складу комуни Косимбешть.
Село розташоване на відстані 107 км на схід від Бухареста, 5 км на схід від Слобозії, 104 км на північний захід від Констанци, 106 км на південний захід від Галаца.

## Населення
За даними перепису населення 2002 року у селі проживали 969 осіб, з них 965 осіб (99,6%) румунів. Рідною мовою 965 осіб (99,6%) назвали румунську.